# Ericiolacerta
Ericiolacerta es un género extinto de terápsidos terocéfalos del Triásico Inferior de Sudáfrica y la Antártida.
Era un animal de unos 20 cm de longitud, con largas patas y dientes relativamente pequeños. Sus fósiles sugieren que fue un carnívoro arborícola y terrestre que cazaba en manadas; seguramente era bastante activo y comía insectos y otros pequeños invertebrados.

## Galería

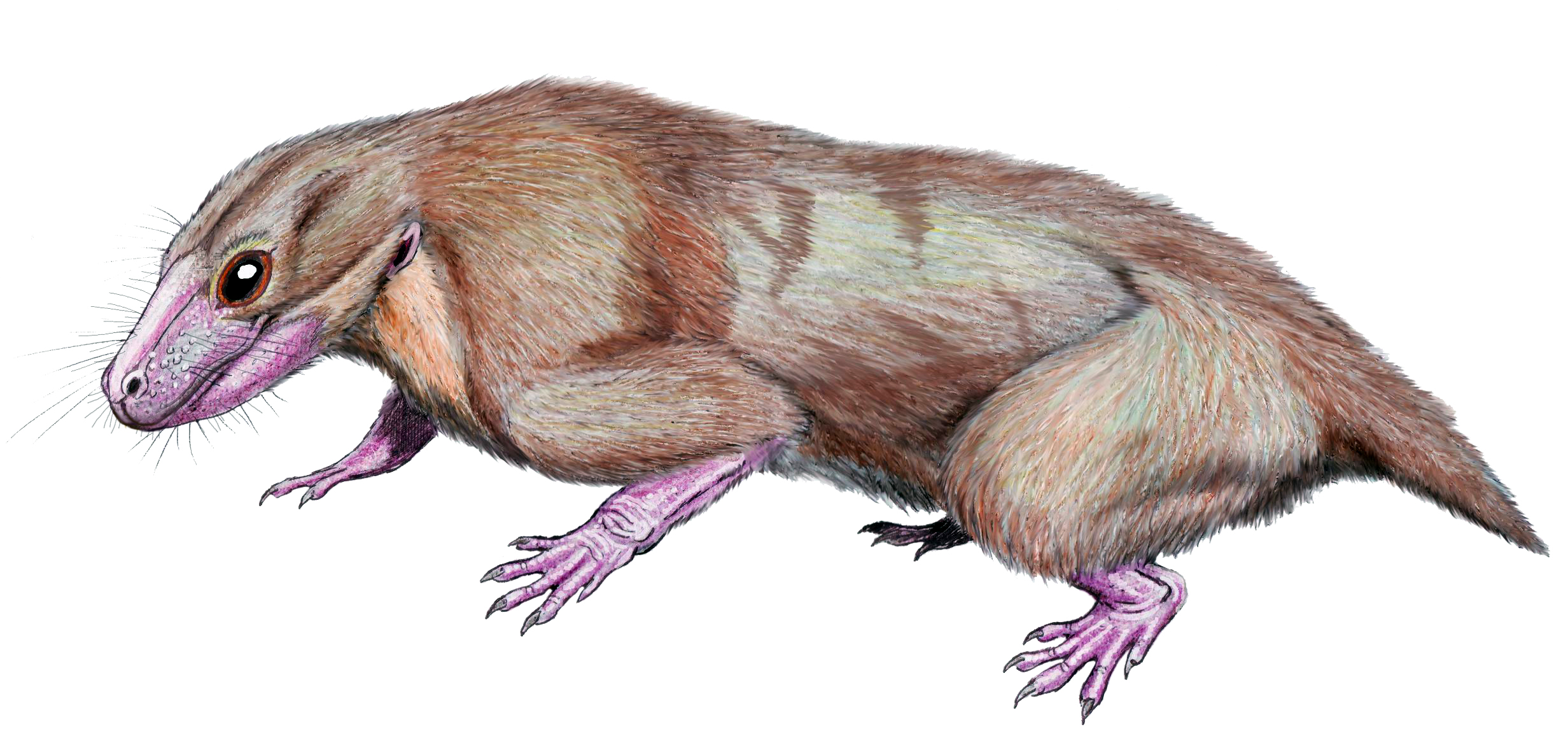
Recreación de E. parva